# Plano (Unicode)
Un plano, en el estándar Unicode, es un grupo continuo de 65,536 (216) puntos de código. Hay 17 planos, identificados con los números del 0 al 16. El plano 0 es el Plano Básico Multilingüe (BMP, Basic Multilingual Plane), que contiene la mayoría de los caracteres que se usan con frecuencia. Los planos 1 al 16 son llamados "Planos suplementarios".  Siete de los planos tienen puntos de códigos asignados, y cinco tienen un nombre.
Los 17 planos pueden acomodar 1,114,112 puntos de código. De esos, 2,048 son subrogados, 66 son no-caracteres, y 137,468 están reservados para el uso privado, dejando 974,530 para asignación pública.
Los planos se dividen en bloques de Unicode, que, a diferencia de los planos, no tienen un tamaño fijo. Los 308 bloques definidos en Unicode 13.0 cubren un 26% de los posibles puntos de código, su tamaño puede ir desde 16 puntos de código hasta un máximo 65,536 puntos de código.

## Plano Básico Multilingüe

Un mapa del Plano Básico Multilingüe. Cada caja numerada representa 256 puntos de código.

El primer plano, el plano 0, es el Plano Básico Multilingüe que contiene caracteres para casi todos los idiomas modernos, y un gran número de símbolos. Muchos de los puntos de código asignados en el Plano Básico Multilingüe son para representar caracteres chinos, japoneses y coreanos.
65,472 de los 65,536 puntos de código en este plano han sido asignados a un bloque de Unicode, solo dejando 64 puntos de código sin asignar.

Actualmente, el Plano Básico Multilingüe tiene los siguientes 163 bloques:
- Basic Latin (0000–007F)
- Latin-1 Supplement  (0080–00FF)
- Latin Extended-A (0100–017F)
- Latin Extended-B (0180–024F)
- IPA Extensions (0250–02AF)
- Spacing Modifier Letters (02B0–02FF)
- Combining Diacritical Marks (0300–036F)
- Greek and Coptic (0370–03FF)
- Cyrillic (0400–04FF)
- Cyrillic Supplement (0500–052F)
- Armenian (0530–058F)
- Hebrew (0590–05FF)
- Arabic (0600–06FF)
- Syriac (0700–074F)
- Arabic Supplement (0750–077F)
- Thaana (0780–07BF)
- N'Ko (07C0–07FF)
- Samaritan (0800–083F)
- Mandaic (0840–085F)
- Syriac Supplement (0860–086F)
- Arabic Extended-A (08A0–08FF)
- Devanagari (0900–097F)
- Bengali (0980–09FF)
- Gurmukhi (0A00–0A7F)
- Gujarati (0A80–0AFF)
- Oriya (0B00–0B7F)
- Tamil (0B80–0BFF)
- Telugu (0C00–0C7F)
- Kannada (0C80–0CFF)
- Malayalam (0D00–0D7F)
- Sinhala (0D80–0DFF)
- Thai (0E00–0E7F)
- Lao (0E80–0EFF)
- Tibetan (0F00–0FFF)
- Myanmar (1000–109F)
- Georgian (10A0–10FF)
- Hangul Jamo (1100–11FF)
- Ethiopic (1200–137F)
- Ethiopic Supplement (1380–139F)
- Cherokee (13A0–13FF)
- Unified Canadian Aboriginal Syllabics (1400–167F)
- Ogham (1680–169F)
- Runic (16A0–16FF)
- Tagalog (1700–171F)
- Hanunoo (1720–173F)
- Buhid (1740–175F)
- Tagbanwa (1760–177F)
- Khmer (1780–17FF)
- Mongolian (1800–18AF)
- Unified Canadian Aboriginal Syllabics Extended (18B0–18FF)
- Limbu (1900–194F)
- Tai Le (1950–197F)
- New Tai Lue (1980–19DF)
- Khmer Symbols (19E0–19FF)
- Buginese (1A00–1A1F)
- Tai Tham (1A20–1AAF)
- Combining Diacritical Marks Extended (1AB0–1AFF)
- Balinese (1B00–1B7F)
- Sundanese (1B80–1BBF)
- Batak (1BC0–1BFF)
- Lepcha (1C00–1C4F)
- Ol Chiki (1C50–1C7F)
- Cyrillic Extended-C (1C80–1C8F)
- Georgian Extended (1C90–1CBF)
- Sundanese Supplement (1CC0–1CCF)
- Vedic Extensions (1CD0–1CFF)
- Phonetic Extensions (1D00–1D7F)
- Phonetic Extensions Supplement (1D80–1DBF)
- Combining Diacritical Marks Supplement (1DC0–1DFF)
- Latin Extended Additional (1E00–1EFF)
- Greek Extended (1F00–1FFF)
- General Punctuation (2000–206F)
- Superscripts and Subscripts (2070–209F)
- Currency Symbols (20A0–20CF)
- Combining Diacritical Marks for Symbols (20D0–20FF)
- Letterlike Symbols (2100–214F)
- Number Forms (2150–218F)
- Arrows (2190–21FF)
- Mathematical Operators (2200–22FF)
- Miscellaneous Technical (2300–23FF)
- Control Pictures (2400–243F)
- Optical Character Recognition (2440–245F)
- Enclosed Alphanumerics (2460–24FF)
- Box Drawing (2500–257F)
- Block Elements (2580–259F)
- Geometric Shapes (25A0–25FF)
- Miscellaneous Symbols (2600–26FF)
- Dingbats (2700–27BF)
- Miscellaneous Mathematical Symbols-A (27C0–27EF)
- Supplemental Arrows-A (27F0–27FF)
- Braille Patterns (2800–28FF)
- Supplemental Arrows-B (2900–297F)
- Miscellaneous Mathematical Symbols-B (2980–29FF)
- Supplemental Mathematical Operators (2A00–2AFF)
- Miscellaneous Symbols and Arrows (2B00–2BFF)
- Glagolitic (2C00–2C5F)
- Latin Extended-C (2C60–2C7F)
- Coptic (2C80–2CFF)
- Georgian Supplement (2D00–2D2F)
- Tifinagh (2D30–2D7F)
- Ethiopic Extended (2D80–2DDF)
- Cyrillic Extended-A (2DE0–2DFF)
- Supplemental Punctuation (2E00–2E7F)
- CJK Radicals Supplement (2E80–2EFF)
- Kangxi Radicals (2F00–2FDF)
- Ideographic Description Characters (2FF0–2FFF)
- CJK Symbols and Punctuation (3000–303F)
- Hiragana (3040–309F)
- Katakana (30A0–30FF)
- Bopomofo (3100–312F)
- Hangul Compatibility Jamo (3130–318F)
- Kanbun (3190–319F)
- Bopomofo Extended (31A0–31BF)
- CJK Strokes (31C0–31EF)
- Katakana Phonetic Extensions (31F0–31FF)
- Enclosed CJK Letters and Months (3200–32FF)
- CJK Compatibility (3300–33FF)
- CJK Unified Ideographs Extension A (3400–4DBF)
- Yijing Hexagram Symbols (4DC0–4DFF)
- CJK Unified Ideographs (4E00–9FFF)
- Yi Syllables (A000–A48F)
- Yi Radicals (A490–A4CF)
- Lisu (A4D0–A4FF)
- Vai (A500–A63F)
- Cyrillic Extended-B (A640–A69F)
- Bamum (A6A0–A6FF)
- Modifier Tone Letters (A700–A71F)
- Latin Extended-D (A720–A7FF)
- Syloti Nagri (A800–A82F)
- Common Indic Number Forms (A830–A83F)
- Phags-pa (A840–A87F)
- Saurashtra (A880–A8DF)
- Devanagari Extended (A8E0–A8FF)
- Kayah Li (A900–A92F)
- Rejang (A930–A95F)
- Hangul Jamo Extended-A (A960–A97F)
- Javanese (A980–A9DF)
- Myanmar Extended-B (A9E0–A9FF)
- Cham (AA00–AA5F)
- Myanmar Extended-A (AA60–AA7F)
- Tai Viet (AA80–AADF)
- Meetei Mayek Extensions (AAE0–AAFF)
- Ethiopic Extended-A (AB00–AB2F)
- Latin Extended-E (AB30–AB6F)
- Cherokee Supplement (AB70–ABBF)
- Meetei Mayek (ABC0–ABFF)
- Hangul Syllables (AC00–D7AF)
- Hangul Jamo Extended-B (D7B0–D7FF)
- High Surrogates (D800–DB7F)
- High Private Use Surrogates (DB80–DBFF)
- Low Surrogates (DC00–DFFF)
- Private Use Area (E000–F8FF)
- CJK Compatibility Ideographs (F900–FAFF)
- Alphabetic Presentation Forms (FB00–FB4F)
- Arabic Presentation Forms-A (FB50–FDFF)
- Variation Selectors (FE00–FE0F)
- Vertical Forms (FE10–FE1F)
- Combining Half Marks (FE20–FE2F)
- CJK Compatibility Forms (FE30–FE4F)
- Small Form Variants (FE50–FE6F)
- Arabic Presentation Forms-B (FE70–FEFF)
- Halfwidth and Fullwidth Forms (FF00–FFEF)
- Specials (FFF0–FFFF)

- Datos: Q10853148
- Multimedia: Unicode planes / Q10853148